# أريول بوسكيت
أريول بوسكيت (بالإسبانية: Oriol Busquets) (20 يناير 2002 بسان فيليو دي غيكسولس في إسبانيا - ) هو لاعب كرة قدم إسباني في مركز الوسط. لعب مع يوفنتوس.

## روابط خارجية
- أريول بوسكيت على موقع الاتحاد الأوربي (الإنجليزية)
- أريول بوسكيت على موقع قاعدة بيانات كرة القدم.إي يو (الإنجليزية)
- أريول بوسكيت على موقع ليكيب (الفرنسية)
- أريول بوسكيت على موقع Soccerway.com (الإنجليزية)
- أريول بوسكيت على موقع عالم كرة القدم.نت (الإنجليزية)